# Maison dite de François Ier (Aubigny-sur-Nère)
La maison dite de François Ier se trouve au centre de la cité d'Aubigny-sur-Nère, dans le département du Cher, en France.

## Histoire
Situé à 185 mètres d'altitude, près de l'église Saint-Martin, cet immeuble destiné au seigneur Robert Stuart d'Aubigny (1470-1544) mentionne la date de 1519. 
En 1512, un gigantesque incendie ruina Aubigny surnommée la "cité des Stuarts"'. Nommé maréchal de France en 1514, Robert Stuart relève la ville et autorise les habitants à tirer le bois de charpente de ses forêts ; il lui en coûtera trois forêts qui ont notamment permis ces belles maisons à pans de bois. 
Le bâtiment est classé partiellement pour les façades au titre des monuments historiques par décret du 31 mars 1915.

## Architecture
Il s'agit d'un immeuble à pans de bois en quadrillage. Les piliers du rez-de-chaussée sont sculptés. L'étage puis les combles s'avancent en surplomb. La toiture est en ardoise.

## Galerie

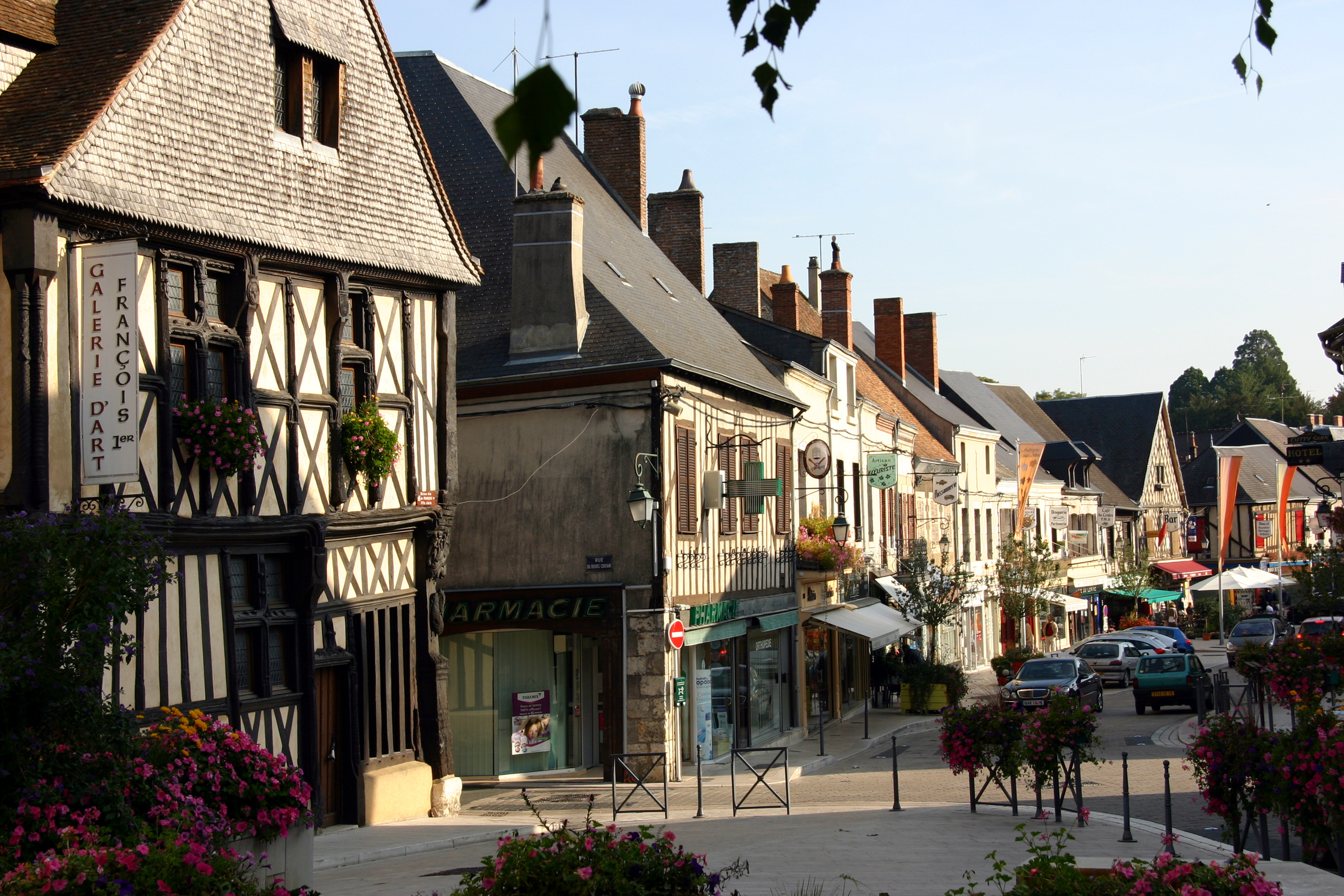
La maison au premier plan à gauche en 2008.
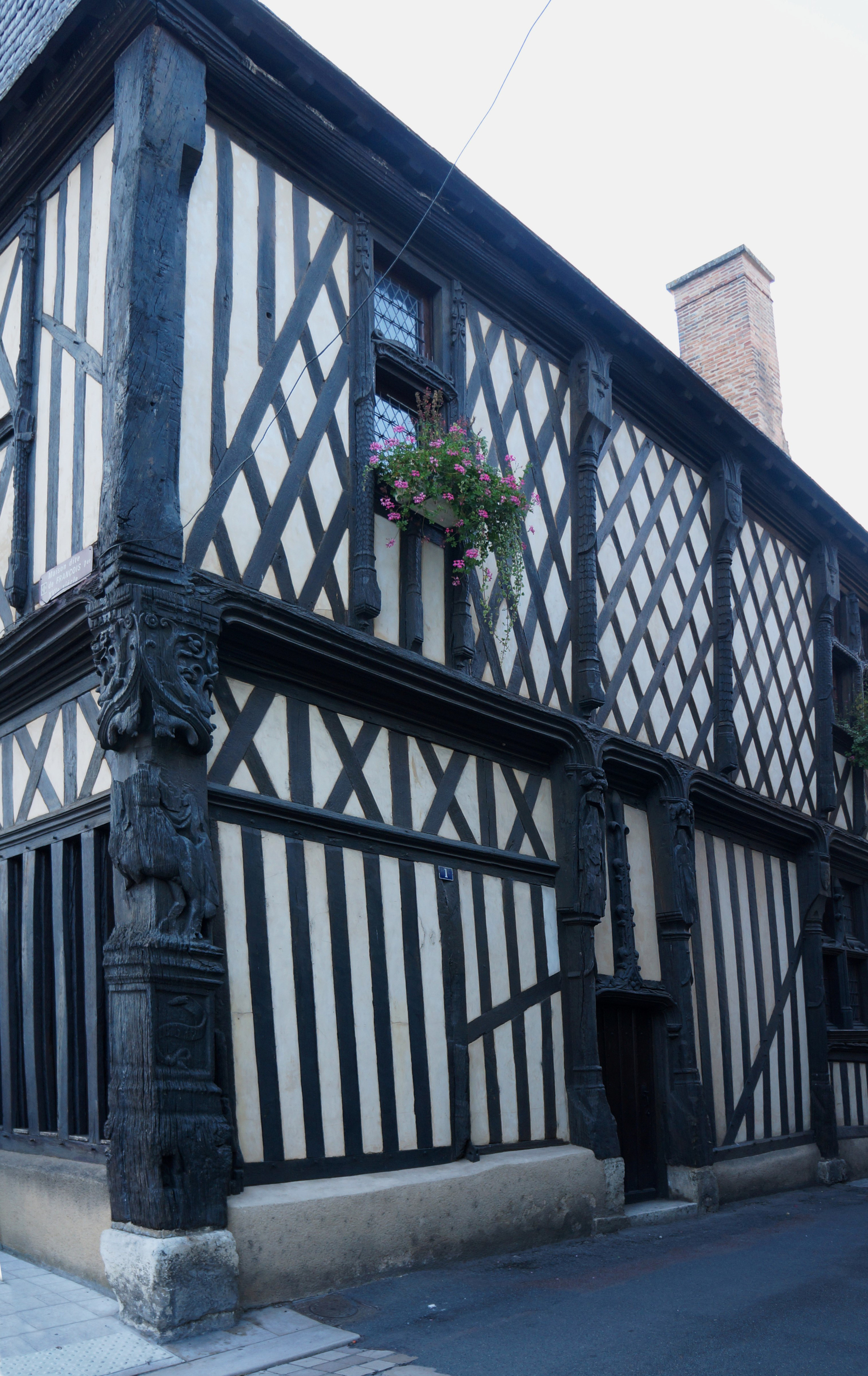
La maison en 2015 avec pilier sculpté au premier plan.
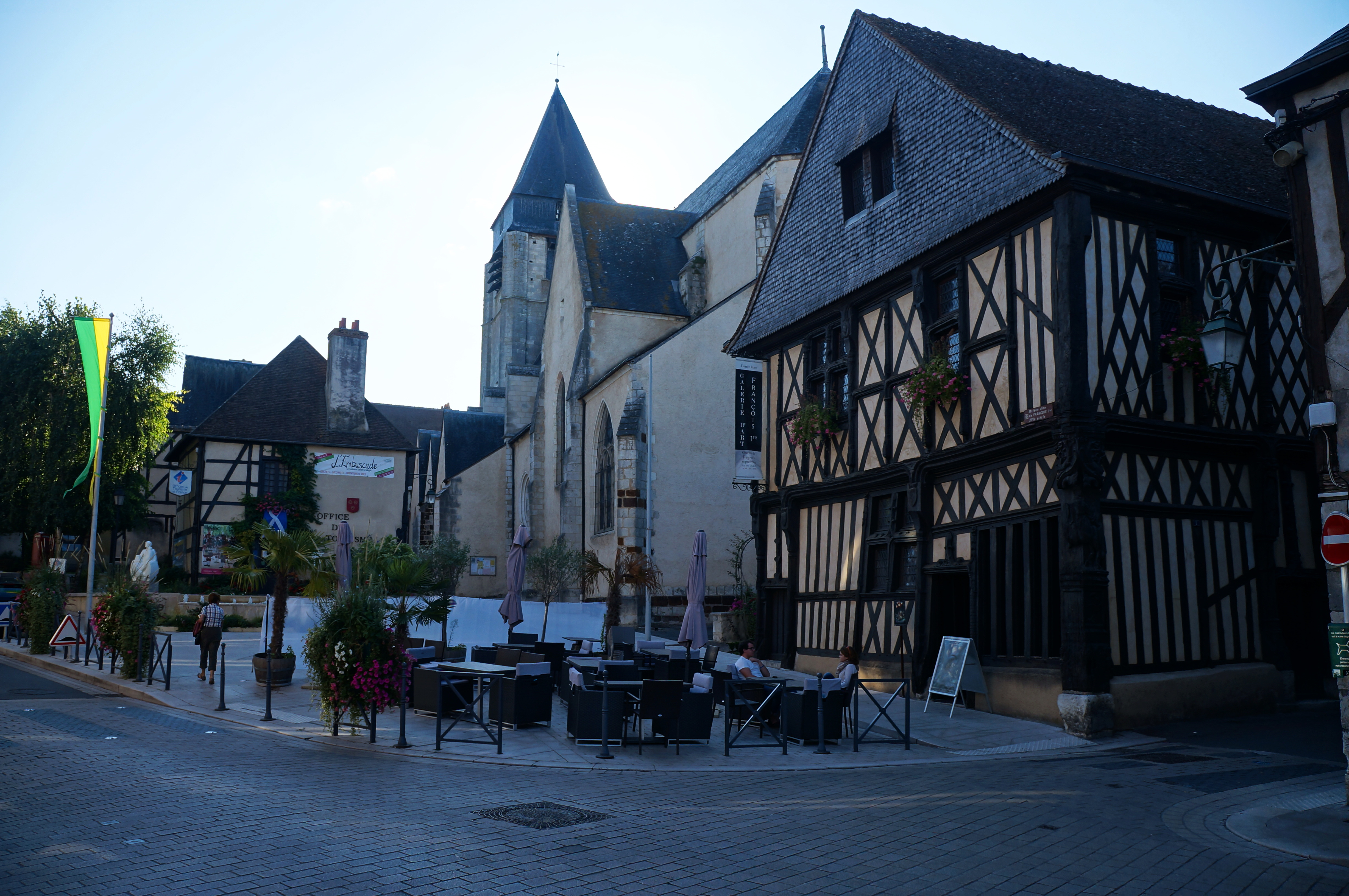
La maison devant l'église Saint-Martin en 2015.